# Vito Giuseppe Galati
Vito Giuseppe Galati (Vallelonga, 26 dicembre 1893 – Roma, 13 ottobre 1968) è stato un politico, scrittore e giornalista italiano.

## Biografia
Nasce a Vallelonga (VV) il 26 dicembre 1893 e come alunno esterno frequenta il Seminario di Mileto su suggerimento dello zio prete Antonio Galati (nominato successivamente vescovo di Oppido Mamertina e poi arcivescovo di Santa Severina e Crotone). Consegue il diploma magistrale e nella guerra del 1915-1918 (Prima guerra mondiale) presta servizio militare a Torino dove diviene giornalista professionista e collaboratore alla “Gazzetta di Torino”, a “Il Paese” , alla “La Perseveranza” di Milano, all'“Avvenire” e al “Il Messaggero” . Con i gradi di sottotenente è inviato nelle zone di operazioni militari, meritando una medaglia al valor militare.
Dopo la fine del conflitto mondiale, assieme ad Antonino Anile, Francesco Caporale, Giuseppe M. Ferrari, Domenico Mottola d'Amato, fonda a Catanzaro il Partito Popolare di cui diviene Segretario nel 1921; è direttore del giornale “Il Popolo” di Catanzaro (1922), che continuerà la sua pubblicazione fino al 1925. Nel contempo collabora, con vari articoli, alla “Rivoluzione liberale” di Piero Gobetti, il quale al V congresso del Partito Popolare del 28 giugno 1925 si esprime così: "mentre le classi dirigenti dei partiti italiani sono costituite da sessantenni o di imberbi o di intellettuali, bisogna riconoscere che il partito di don Sturzo ha degli uomini nuovi abituati a trattare realisticamente gli affari di amministrazione e di politica; almeno una cinquantina di persone come De Gasperi, Donati, Gronchi, Merlin, Piccioni, Marconcini, Ferrari, Giordani, Mentasti, Ravaioli, Galati. Il V Congresso è stato (un congresso) di giovani, …"(dalla Riv. Lib., anno IV, n. 27 del 5 luglio 1925, pag. 110, in Opere complete, cit., pag. 860861).
Nel 1927 pubblica il volume La fase organica della questione meridionale e l'anno successivo Gli scrittori delle Calabrie, con prefazione di Benedetto Croce (l'opera in ordine alfabetico si ferma alla lettera A).
Si laurea in Lettere e Filosofia, con una tesi su “Il concetto di nazionalità nel Risorgimento italiano” nel quale vengono disegnate le linee di pensiero politico che hanno condotto all'unità italiana, scaturite dagli scritti di Giuseppe Mazzini, Vincenzo Gioberti, Carlo Cattaneo, Cesare Balbo, Giacomo Durando, Pasquale Stanislao Mancini. La laurea gli consente di insegnare al Liceo Torquato Tasso di Roma e successivamente si sposa con Angelina Ventura da Pizzo che muore nel dare alla luce il secondogenito.
Il periodo successivo, fino alla conclusione del secondo conflitto mondiale, è caratterizzato dalla pubblicazione di scritti concernenti argomenti prevalentemente letterari ispirati a Francesco De Sanctis, Carducci, Machiavelli, Foscolo, Ippolito Nievo, Antonino Anile, Vincenzo Gioberti, Don Bosco, Gerace, Francesco Fiorentino e altri.
Nel 1946 viene eletto Segretario generale della Federazione Italiana della scuola e membro dell'Assemblea Costituente. Più volte deputato della Democrazia Cristiana viene nominato Sottosegretario di Stato al Ministero delle Poste e delle Telecomunicazione (1947-1952-1953) sotto i Governi De Gasperi.
Nel 1952, in occasione della celebrazione del centenario dell'ingresso del cardinale Massaja nel Vicariato Apostolico dei Galla (oggi Vicariato apostolico di Harar) pronuncia l'orazione ufficiale alla presenza di Padre Pio, che manifesta ammirazione e commozione. Da questa circostanza nascerà il loro rapporto epistolare.
Nel 1958 non viene rieletto al Senato per pochi voti, e ritorna nella professione di libero docente di Letteratura Italiana all'Università di Napoli, continuando la sua infaticabile produzione con la pubblicazione di “Arte e umanità” di Corrado Alvaro (1958), “La Democrazia Cristiana” (1958), “Introduzione traduzione e note al Discorso sul Metodo di Cartesio” (1960), “Crisi e potenza dell'Occidente” (1962). Negli ultimi anni della sua vita continua a riportare alla luce gli scrittori della Calabria riprendendo uno studio su Vincenzo Gerace e traccia un profilo sullo storico Giovanni Minasi da Scilla.
Muore a Roma il 13 ottobre 1968 e la sua salma viene tumulata nella Chiesa parrocchiale di Vallelonga e traslata successivamente nel solingo suburbano avello, riposa nell'inciso sarcofago “Vito Giuseppe Galati Scrittore Cattolico”.

## Opere e pensiero
Acceso entusiasta della complessa figura di Mazzini, Vito Giuseppe Galati, ripropone l'unità inscindibile del pensiero e dell'azione affermando con il rivoluzionario patriota: “agli altri che vi parlano dal Cielo scompagnandolo dalla Terra, voi direte che cielo e terra, come la via e il termine della vita, sono una cosa sola. Non dite che la terra è fango: la terra è di Dio: Dio la creava perché ad essa salissimo a Lui. La terra non è soggiorno di espiazione o di tentazione; è il luogo del nostro lavoro per un fine di miglioramento, del nostro sviluppo verso un fine di esistenza superiore. Dio ci creava non per la contemplazione, ma per l'azione; ci creava ad immagine sua, ed egli è Pensiero ed Azione, anzi non vi è in lui pensiero, che non si traduca in azione.” Tale la impostazione cardine che lo porta coerentemente a dedicare tutti i suoi sforzi per lo sviluppo della Calabria ritenendo l'essenzialità dello studio della cultura calabrese espressa dai suoi uomini migliori. Egli è stato pertanto, una viva presenza nel mondo culturale, specialmente in quello calabrese, nonché cattolico e uomo di scuola e di governo.
Le menti migliori oggi pongono in evidenza la necessità di un “ritorno” al pensiero di Vito G. Galati, memori del suo invito ad un “cresciuto bisogno di chiarire a noi stessi il nostro passato, ma, ancor più il nostro presente, quasi che l'oggi senza il ieri fosse cieco e incapace di sviluppo cosciente e armonioso” (Prefazione a “Il concetto di italianità…”). Tra le tante voci dell'intellighenzia italiana che oggi citano il suo pensiero nello studio dei suoi “scritti”, citiamo: Giuseppe Caridi, Ordinario di Storia Contemporanea e Presidente della Deputazione di Storia Patria, e Vito Teti, antropologo e Ordinario di Storia della Letteratura e Tradizioni popolari dell'Università della Calabria.
Il Caridi, nel definire il Galati un protagonista del secolo XX, osserva la capacità con la quale lo studioso cattolico è stato inviso agli uomini del suo stesso Partito Popolare e per questo osteggiato da una parte dei suoi colleghi; sottolinea, inoltre, il contributo del Galati alla riscoperta della Storia della Calabria, con la sua collaborazione all'Archivio Storico per la Calabria e Lucania, la prestigiosa rivista fondata da Umberto Zanotti Bianco e Paolo Orsi nel 1961. Vito Teti, invece, prende in esame il messaggio del Galati ad una politica per la quale la moralità acquista il valore supremo citando la frase “la politica senza moralità è generatrice di rovina spirituale e materiale”. Teti infatti evidenzia che il Galati essendo un politico cattolico (prima nel Partito Popolare e poi nella Democrazia Cristiana), aveva saputo mettere in evidenza quei principi cristiani riuscendo sempre ad essere al di sopra delle parti, aperto al dialogo anche con gli uomini degli altri partiti anche non cattolici, e non arroccato su particolarismi o in difesa di tesi preconcette, ma proteso sempre alla verità e alla ricerca dei valori italiani; figura attento alle ragioni degli altri, impegnato per la realizzazione di un mondo migliore, più uomo di cultura che di partito, il Galati propone una cultura che unisce e che afferma i valori e la dignità di tutti gli uomini.
Vito G. Galati è stato uomo di forte carattere e di ferma volontà, cosciente, come pochi, del dovere di ogni cattolico di impegnare tutti i suoi talenti per le buone battaglie. A suo avviso la Calabria, per poter rinascere, necessita di “uomini liberi e forti”, di menti lucide che capaci di riproporre “la questione meridionale”, che la politica ha affossato e continua al suo accantonamento fin dall'unità d'Italia, allorquando, dice Galati, “la politica generale, che si sviluppò in senso nordista-appoggiata, come pensava Depretis, al triangolo Torino – Milano - Genova, non fu certo adeguata ai bisogni generale del Mezzogiorno” (Considerazioni storiografiche sul risorgimento in Calabria, in Atti del II Congresso storico calabrese, Napoli 1961). Difficile dire se la Calabria avrà le forze per risollevarsi, specie in un momento in cui è stata scoperta la “questione settentrionale” con l'espandersi del vertice del triangolo verso il nord-est, ma è pur certo, che è necessario che la cultura, illustrata dal grande meridionalista, si trasfonda nell'azione, sfidando coraggiosamente le forze che si oppongono alla sua realizzazione.